# Boucher (geslacht)
Boucher is een geslacht waarvan leden sinds 1929 tot de Belgische adel behoren.

## Geschiedenis
De stamreeks begint met Raphael-Joseph Boucher, vader van Pierre-Simon Boucher (1767-1808) die in 1767 te Doornik werd geboren, eerste vermelding van een lid van dit geslacht.
Op 23 mei 1929 werd de industrieel Carlos Boucher (1883-1950) opgenomen in de Belgische erfelijke adel. Anno 2018 waren er nog vijf mannelijke telgen in leven, de laatste geboren in 1993.

### Wapenbeschrijving
- 1929: In goud, een keper van keel, vergezeld van drie vlasstengels in natuurlijke kleur, gebloemd van lazuur. Het schild overtopt met eenen helm van zilver, getralied, gehalsband en omboord van goud, gevoerd en vastgehecht van keel, met wrong en dekkleeden van goud en keel. Helmteeken: de vlasstengel van het schild, tusschen eene vlucht van goud. Wapenspreuk: 'Honneur oblige' van keel, op eenen spreukband van goud.

## Beknopte genealogie
- Jhr. Carlos Boucher (1883-1950), schepen van Doornik, voorzitter van de Kamer van koophandel en vicevoorzitter van de Belgische Unie van Linnenspinnerijen
  - Jkvr. Anne-Marie Boucher (1912-2011), trouwde in 1978 met ridder Jan de Spot (1912-1980), ondernemer, journalist, politicus, bankier, ambtenaar, uitgever, advocaat en schrijver
  - Jhr. Gérald Boucher (1916-1979), kapitein-commandant bij de luchtmacht
    - Jhr. Jean-Benoît Boucher (1950), economisch adviseur van het Waalse Gewest in Argentinië, chef de famille
      - Jhr. Jean-Christophe Boucher (1984), vermoedelijke opvolger als chef de famille

### Adellijke allianties
- De la Kethulle de Ryhove (1908), Scheyven (1934 en 1935), Van der Dussen de Kestergat (1947), De Spot (1978)